# Grb Velike Kneževine Litve
Grb Velike Kneževine Litve, također zvan Pogonia, bio je heraldički simbol Velike Kneževine Litve i njezinih vladara, a potom i sastavni dio grba Poljsko-Litavske Unije. Općenito se smatra dijelom nacionalne baštine Poljske, Litve i Bjelorusije.
S vremenom je grb postao jedan od dva poljskih nacionalnih simbola, iako je njegovo značenje počelo postupno nestajati u poljskoj nacionalnoj svijesti. I danas ga koriste poljske kneževske obitelji (uključujući obitelji Czartoryski i Sanguszko), kao i brojni gradovi i Podlasko vojvodstvo. Grb je u povijesti najduže bio poznat pod poljskim imenom Pogoń (ili Pogonia).
Pogonia je također postala grb Republike Litve (1918. – 1940. i 1990. – danas), gdje je kod Litavaca poznata kao Vytis.
Neko je vrijeme bio grb Bjelorusije (1918. – 1919., 1991. – 1995.), no danas je prvenstveno simbol bjeloruske oporbe. Bjelorusi grb zovu Pahonija i uvršten je na popis kulturne baštine Bjelorusije 14. svibnja 2007. godine.